# Ане-Мари Ведсьо Олесен
Ане-Мари Ведсьо Олесен (на датски: Anne-Marie Vedsø Olesen) е датска лекарка и писателка на произведения в жанра исторически роман, фентъзи, криминален роман, любовен роман и хорър, и на оперно либрето.

## Биография и творчество
Ане-Мари Ведсьо Олесен е родена през 1962 г. в Копенхаген, Дания.
Следва за лекар в университета на Копенхаген, който завършва през 1993 г.
Първият ѝ роман „Слънцето на Салерно“ печели второ място в литературен конкурс за средновековен роман и е издаден през 2000 г. във връзка с тематичната година „Medieval 99“. Историята представя любовната интрига между кралица Елеонор Аквитанска и младия даровит и наивен лекар Едгар от Рочестър, която е вплетена в събитията на драматичния и колоритен Втори кръстоносен поход. След успеха писателката напуска работата си и се посвещава на писателската си кариера.
През 2002 – 2007 г. е са издадени романите ѝ „Квинтетът на дявола“, „Трети Икар“ и „Здрачът на боговете“ от поредицата „Сет“. Египетският бог Сет се преражда в екстравагантен живот в големите градове на Европа. С алчност отвъд доброто и злото, той оставя след себе си следа от разрушение, а животът на мъжете и жените се обръща с главата надолу, в противопоставяне между реда и хаоса.
Романът ѝ „Придворната дама“ от поредицата „Мадлен дьо Мондидие“ е издаден през 2013 г. На фона на XVI век във Франция и кървавата религиозна война между католици и хугеноти, младата, красива и войнствена Мадлен дьо Мондидие, пристига в Париж и става придворна дама на Катерина Медичи. Скоро тя се влюбва във водача на хугенотите Луи дьо Конде и трябва да оцелее сред подлите политически и еротични игри на френската аристокрация.
През 2019 г. писателката получава датската награда за хорър роман на годината за романа „Луси“, вдъхновен от скандинавската митология. През 2021 г. получава наградата „Нилс Клим“ за романа „Луната над острова“.
Ане-Мари Ведсьо Олесен живее от 2017 г. със семейството си във Вальо Слот.

## Произведения

### Самостоятелни романи
- Salernos sol (2000)
Слънцето на Салерно, изд. „Матком“ (2016), прев. Росица Цветанова
- Glasborgen (2012)
- Lucie (2018) Луси, изд. „Матком“ (2020),
- Månen over Øen (2020)

### Серия „Сет“ (Seth)
1. Djævelens kvint (2002)
2. Tredje Ikaros (2004)
3. Gudernes tusmørke (2007)

- Gudestorm (2012) – сборник

### Серия „Мадлен дьо Мондидие“ (Madeleine de Montdidier)
1. Dronningens dame (2013)
Придворната дама, изд. „Матком“ (2016), прев. Мария Змийчарова
2. Bastarden (2015)
Копелето, изд. „Матком“ (2017), прев. Мария Змийчарова
3. Mordersken (2016)
Убийцата, изд. „Матком“ (2018), прев. Мария Николова

### Серия „Снехилд“ (Snehild)
1. Vølvens vej (2021)